# Itilleq (Nanortalik)
Itilleq [iˈtˢiɬːɜq] (nach alter Rechtschreibung Itivdleĸ) ist eine wüst gefallene grönländische Siedlung im Distrikt Nanortalik in der Kommune Kujalleq.

## Lage
Itilleq liegt an der Nordostküste der gleichnamigen Insel (Eggers Ø), der südlichsten größeren Insel Grönlands. Itilleq war seit der Aufgabe von Illorsuatsiaat der südlichste Wohnplatz Grönlands. Der nächstgelegene bewohnte Ort ist Aappilattoq 43 km nordwestlich.

## Geschichte
Itilleq war anfangs ein Udsted. Die Bevölkerung gehörte bis 1900 der Herrnhuter Brüdergemeine an. 1909 wurde der Ort zum Wohnplatz degradiert und Sammisoq stattdessen zum Udsted gemacht, wozu Itilleq ab der Gemeindeeinteilung 1911 gehörte.
1919 lebten 72 Personen in Itilleq, die zwölf Häuser bewohnten, die aber schlecht gebaut waren. Unter ihnen waren zwölf Jäger, drei Fischer und ein Katechet. Die Bevölkerung lebte größtenteils von der Robbenjagd.
Um 1930 wurde erwogen, Itilleq anstelle von Sammisoq wieder zum Udsted zu ernennen, was jedoch wegen des Zweiten Weltkriegs nicht geschah. 1943 wurden beide Siedlungen aus unbekannten Gründen trotz guter Lage gleichzeitig aufgegeben. Möglicherweise sollte damit die Entwicklung von Aappilattoq gestärkt werden.